# Karoline Guthke
Karoline Guthke (* 1974 in München; bisweilen auch als Karo Guthke geführt) ist eine deutsche Schauspielerin, Regisseurin und Synchronsprecherin.

## Leben
Nach dem Abitur absolvierte Karoline Guthke eine Schauspielausbildung am Münchner Schauspiel Studio. Zusätzlich besuchte Workshops und nahm Unterricht bei verschiedenen namhaften Schauspiellehrern wie Sanford Meisner. Ihre Ausbildung schloss sie mit einem Diplom an der renommierten American Academy of Dramatic Arts ab. Darüber hinaus ist sie ausgebildete Mezzosopranistin.
Seit Ende der 1990er Jahre ist Karoline Guthke als Schauspielerin vorwiegend auf der Theaterbühne zu sehen wie beispielsweise am Theater44 in München, an der Salzburger Elisabethbühne, am dortigen Schauspielhaus, in Berlin und am Theater an der Effingerstrasse in Bern. Sie spielte Hauptrollen wie die der „Franziska“ in Roland Schimmelpfennigs Die arabische Nacht am Schauspielhaus Salzburg in der Regie von Franz-Josef Heumannskämper und die der „Maria Tura“ in der von Stefan Meier inszenierten Schweizer Erstaufführung von Sein oder Nichtsein nach Melchior Lengyel. 2011 inszenierte sie Markus Köbelis Zimmer frei im Theater an der Effingerstraße in Bern sowie in der Spielzeit 2011/2012 Weniger 2 nach Samuel Benchetrit.
Daneben übernimmt Karoline Guthke auch regelmäßig Rollen in Film- und Fernsehproduktionen. Sie spielte im Liebesfilm Küste der Träume nach Rosamunde Pilcher sowie eine der Hauptrollen im Kinofilm Aphrodites Nacht. Außerdem übernahm sie zahlreiche Gastrollen in Fernsehserien und -reihen wie Kanal Fatal, Der Bulle von Tölz, Siska, Lindenstraße, Für alle Fälle Stefanie, Die Rote Meile und Die Rosenheim-Cops. In Forsthaus Falkenau verkörperte sie die wiederkehrende Rolle der „Konstanze Tannrath“.
Darüber hinaus ist sie auch umfangreich als Synchronsprecherin tätig. So lieh sie ihre Stimme zahlreichen international bekannten Schauspielkolleginnen wie Jessica Biel in Blade: Trinity, Ali Larter in Final Destination und Final Destination 2, Clea DuVall in The Faculty, Rachel Stevens in S Club 7 in Miami sowie Sara Gilbert als „Darlene Conner“ in der Comedy-Serie Roseanne.

## Filmografie (Auswahl)
- 1995: Ich bin unschuldig – Ärztin im Zwielicht
- 1997: Der große Lacher
- 1999: Schmetterlinge der Nacht
- 1999: Rosamunde Pilcher: Küster der Träume
- 2000: Bis dass dein Tod uns scheidet
- 2005: Aphrodites Nacht
- 2006: Die Rosenheim-Cops – Erpresser leben gefährlich
- 2008: Forsthaus Falkenau
- 2011: Mord in bester Gesellschaft – Das Ende vom Lied (Folge 8)